# Darrall Imhoff
Pour les articles homonymes, voir Imhoff.
 (juin 2017).
Si vous disposez d'ouvrages ou d'articles de référence ou si vous connaissez des sites web de qualité traitant du thème abordé ici, merci de compléter l'article en donnant les références utiles à sa vérifiabilité et en les liant à la section « Notes et références ».
Darrall Tucker Imhoff, né le 11 octobre 1938 à San Gabriel (Californie) et mort le 30 juin 2017 à Bend (Oregon), est un joueur américain de basket-ball.
Il passa douze saisons en NBA (1960-72), jouant pour une demi-douzaine d'équipes. Imhoff était le pivot titulaire des Knicks de New York, jouant lors du match mythique à 100 points de Wilt Chamberlain.
Il est vice-président des ventes et du marketing de l'United States Basketball Academy (USBA), un camp international de basket-ball située dans la vallée de la McKenzie River dans l'Oregon, à proximité de Eugene.

## Biographie

### Université
À l'université de Californie à Berkeley, Darrall Imhoff fut nommé à deux reprises All-American et fut le meilleur rebondeur  NCAA 1959. En 1960, il fut le meilleur marqueur et rebondeur de Berkeley et fut sélectionné dans l'équipe américaine participant aux JO 1960.
Darrall Imhoff était dans son année senior prêt à intégrer la National Basketball Association en 1960 lorsque l'entraîneur Pete Newell, sélectionneur de l'équipe américaine, l'intégra dans l'équipe olympique. Il évoluait derrière Lucas, et le joueur d'Indiana Walt Bellamy et l'équipe remporta la médaille d'or.

### NBA
Darrall Imhoff fut sélectionné au 3e rang de la draft 1960, un transfert qui provoqua beaucoup d'excitation. Les Knicks avaient déjà deux All-stars dans leurs rangs, Richie Guerin et Willie Naulls et recrutèrent Imhoff pour compléter le potentiel de l'équipe.
Cependant, Imhoff ne répondit pas aux immenses attentes placées en lui.
Il se retrouva même pivot remplaçant en fin de saison. Considéré comme un échec majeur, il fut transféré aux Pistons de Détroit en 1962.
Son manque de vitesse et ses capacités au tir limitées s'exposèrent au grand jour, mais travailla dur pour progresser. Son temps de jeu augmenta sous le maillot des Pistons jusqu'à ce qu'il soit transféré aux Lakers de Los Angeles en 1964.
Dans une équipe composée de stars telles Jerry West, Elgin Baylor et d'autres, Imhoff était un joueur respecté. Il contribua à amener l'équipe aux Finales NBA en 1965 et 1966. Lors de la saison 1966-1967, Imhoff put enfin exploiter tout son potentiel, réalisant 12 points, 13 rebonds, 3 passes décisives et 2 contres par match en tant que titulaire. Il participa alors au All-Star Game 1967. Cependant, il fut largement diminué lors des Finales par Bill Russell des Celtics de Boston et qui se reproduit en 1968. Cet événement poussa les Lakers à signer Wilt Chamberlain à la fin de cette année, Imhoff étant transféré aux 76ers de Philadelphie où il occupa le poste de pivot remplaçant.
Les 76ers étaient 2e à l'Est, mais furent éliminés par Boston et Russell en playoffs. Imhoff était titulaire lors de la saison 1969-1970, Philadelphie s'inclinant en playoffs face à Milwaukee et Lew Alcindor. Il disputa une saison avec Cincinnati avant d'achever sa carrière sur le banc des Portland en 1972.